# Atletisme als Jocs Olímpics d'estiu de 2012 – Llançament de disc femení
La prova del llançament de disc femení dels Jocs Olímpics de Londres del 2012 es va disputar el 6 d'agost a l'Estadi Olímpic de Londres.

## Rècords
Abans de la prova els rècords del món i olímpic existents eren els següents:
| Rècord del món | Gabriele Reinsch (GDR) | 76m 80cm | Neubrandenburg, Alemanya de l'Est | 97 de juliol de 1988   |
| Rècord olímpic | Martina Hellmann (GDR) | 22m 41cm | Seül, Corea del Sud               | 29 de setembre de 1988 |

## Horaris
Tots els horaris són segons l'horari britànic (UTC+1)
| Data                         | Hora  | Ronda          |
| ---------------------------- | ----- | -------------- |
| Divendres, 3 d'agost de 2012 | 19:10 | Qualificacions |
| Dissabte, 4 d'agost de 2012  | 19:30 | Final          |

## Medallistes
| Or                    | Plata                      | Bronze           |
| Sandra Perković (CRO) | Darya Pishchalnikova (RUS) | Li Yanfeng (CHN) |

## Resultats

### Qualificació
Es demana 63m 00cm (Q) per passar a la final o bé els 12 millors llançadors (q).

#### Group A
| Posició | Grup | Nom                             | #1    | #2    | #3    | Resultat | Notes |
| ------- | ---- | ------------------------------- | ----- | ----- | ----- | -------- | ----- |
| 1       | A    | Yarelys Barrios (CUB)           | x     | 65.94 | -     | 65.94    | Q     |
| 2       | A    | Darya Pishchalnikova (RUS)      | 65.02 | -     | -     | 65.02    | Q     |
| 3       | A    | Li Yanfeng (CHN)                | 59.69 | 64.48 | -     | 64.48    | Q     |
| 4       | A    | Dani Samuels (AUS)              | 60.02 | x     | 63.97 | 63.97    | Q, SB |
| 5       | A    | Krishna Poonia (IND)            | x     | 63.54 | -     | 63.54    | Q     |
| 6       | A    | Ma Xuejun (CHN)                 | 62.66 | 60.49 | 62.18 | 62.66    | q     |
| 7       | A    | Mélina Robert-Michon (FRA)      | x     | 62.47 | 59.72 | 62.47    | q     |
| 8       | A    | Natalya Fokina-Semenova (UKR)   | 58.37 | 60.61 | 60.36 | 60.61    |       |
| 9       | A    | ¡Julia Fischer (GER)            | x     | 58.82 | 60.23 | 60.23    |       |
| 10      | A    | Li Wen-Hua (TPE)                | 58.22 | 59.91 | 58.99 | 59.91    |       |
| 11      | A    | Vera Karmishina-Ganeeva (RUS)   | 59.90 | 49.53 | x     | 59.90    |       |
| 12      | A    | Żaneta Glanc (POL)              | 56.40 | 59.88 | 56.77 | 59.88    |       |
| 13      | A    | Aretha Thurmond (USA)           | 58.38 | 59.39 | 57.81 | 59.39    |       |
| 14      | A    | Rocío Comba (ARG)               | 55.22 | 55.81 | 58.98 | 58.98    |       |
| 15      | A    | Allison Randall (JAM)           | 57.16 | 58.06 | x     | 58.06    |       |
| 16      | A    | Yaime Perez (CUB)               | 57.46 | x     | 57.87 | 57.87    |       |
| 17      | A    | Věra Pospíšilová-Cechlová (CZE) | 55.00 | x     | x     | 55.00    |       |

#### Group B
| Posició | Grup | Nom                           | #1    | #2    | #3    | Resultat | Notes |
| ------- | ---- | ----------------------------- | ----- | ----- | ----- | -------- | ----- |
| 1       | B    | Nadine Müller (GER)           | 65.89 | -     | -     | 65.89    | Q     |
| 2       | B    | Sandra Perković (CRO)         | 65.74 | -     | -     | 65.74    | Q     |
| 3       | B    | Stephanie Brown Trafton (USA) | x     | 61.09 | 64.89 | 64.89    | Q     |
| 4       | B    | Anna Rüh (GER)                | 62.98 | x     | 59.71 | 62.98    | q     |
| 5       | B    | Zinaida Sendriūtė (LTU)       | 61.71 | x     | 62.79 | 62.79    | q     |
| 6       | B    | Seema Antil (IND)             | x     | 61.10 | 61.99 | 61.99    |       |
| 7       | B    | Nicoleta Grasu (ROM)          | 61.86 | 59.59 | x     | 61.86    | SB    |
| 8       | B    | Gia Lewis-Smallwood (USA)     | x     | 61.44 | 61.25 | 61.44    |       |
| 9       | B    | Andressa de Morais (BRA)      | x     | x     | 60.94 | 60.94    | SB    |
| 10      | B    | Svetlana Saykina (RUS)        | 59.76 | 60.67 | x     | 60.67    |       |
| 11      | B    | Dragana Tomašević (SRB)       | 59.32 | 60.53 | 57.68 | 60.53    |       |
| 12      | B    | Karen Gallardo (CHI)          | 58.82 | 60.09 | x     | 60.09    |       |
| 13      | B    | Denia Caballero (CUB)         | 57.47 | x     | 58.78 | 58.78    |       |
| 14      | B    | Kateryna Karsak (UKR)         | x     | x     | 58.64 | 58.64    |       |
| 15      | B    | Monique Jansen (NED)          | 55.65 | 57.50 | 56.04 | 57.50    |       |
| 16      | B    | Irina Rodrigues (POR)         | 57.23 | x     | 55.58 | 57.23    |       |
| 17      | B    | Sviatlana Siarova (BLR)       | 56.70 | 55.99 | x     | 56.70    |       |
| -       | B    | Tan Jian (CHN)                | x     | x     | x     | NM       |       |

## Final
| Posició | Nom                           | #1    | #2    | #3    | #4    | #5    | #6    | Resultat | Notes |
| ------- | ----------------------------- | ----- | ----- | ----- | ----- | ----- | ----- | -------- | ----- |
| Or      | Sandra Perković (CRO)         | 64.58 | 68.11 | 69.11 | x     | 66.96 | 64.03 | 69.11    | NR    |
| Argent  | Darya Pishchalnikova (RUS)    | 65.19 | 62.07 | 65.06 | 66.42 | 67.56 | 59.13 | 67.56    |       |
| Bronze  | Li Yanfeng (CHN)              | X     | 67.22 | x     | x     | 63.64 | x     | 67.22    |       |
| 4       | Yarelys Barrios (CUB)         | 63.97 | 66.38 | 64.84 | 64.06 | x     | 65.21 | 66.38    |       |
| 5       | Nadine Müller (GER)           | 65.71 | 65.06 | x     | 64.16 | 64.35 | 65.94 | 65.94    |       |
| 6       | Mélina Robert-Michon (FRA)    | 62.23 | 61.70 | 62.41 | 62.66 | 63.62 | 63.98 | 63.98    | SB    |
| 7       | Krishna Poonia (IND)          | 62.42 | x     | 61.61 | x     | 63.62 | 61.31 | 63.62    |       |
| 8       | Stephanie Brown Trafton (USA) | 63.01 | x     | 59.30 | x     | x     | 61.89 | 63.01    |       |
| 9       | Zinaida Sendriūtė (LTU)       | 61.68 | x     | x     | -     | -     | -     | 61.68    |       |
| 10      | Anna Rüh (GER)                | 59.95 | x     | 61.36 | -     | -     | -     | 61.36    |       |
| 11      | Ma Xuejun (CHN)               | 61.02 | x     | 60.72 | -     | -     | -     | 61.02    |       |
| 12      | Dani Samuels (AUS)            | 60.40 | 59.86 | 57.87 | -     | -     | -     | 60.40    |       |

NR - Rècord nacional / PB - Millor marca personal / SB - Millor marca de l'any / NM - Sense marca